# Gremilly
 Gremilly  là một xã thuộc tỉnh Meuse trong vùng Grand Est đông nam nước Pháp. Xã này nằm ở khu vực có độ cao trung bình 244 mét trên mực nước biển.